# Kasteel Scherpenberg
Het Kasteel Scherpenberg is een kasteel in Nerem in de Belgische gemeente Tongeren in de provincie Limburg. Het kasteel is gelegen aan de Dreef en bevindt zich in het natuurreservaat De Kevie.

## Gebouwen
Het kasteel Scherpenberg werd opgetrokken aan het einde van de 16e eeuw op de plaats waar zich voorheen een burcht bevond. Restanten van deze burcht zijn nog steeds zichtbaar in het westelijke gedeelte van het huidige kasteelgebouw. Het kasteel bestaat uit een langgerekt kasteelgebouw dat voorzien is van een poortgebouw. Dit poortgebouw bestaat uit tweeënhalve bouwlagen onder een wolfsdak bedekt met leien. Spekbanden en een kroonlijst uit mergelsteen versieren het geheel. In de onderste bouwlaag bevindt zich een rondboogpoort die voorzien is van een rechthoekige omlijsting in kalksteen. Centraal boven de poort zijn een chronogram gedateerd in 1697 en de wapens van de families Vaes en Schroots gehouwen.
Ten oosten van het poortgebouw werd een woonhuis opgetrokken in de 17e eeuw met aanpassingen in de 19e eeuw. Het woonhuis opgetrokken in baksteen bestaat uit anderhalve bouwlaag en is twaalf traveeën breed. Het geheel wordt bedekt door een zadeldak belegd met pannen uit leisteen. Aan de oostelijke zijde wordt de voorgevel geflankeerd door een hoektoren van twee bouwlagen bedekt door een schilddak.
In de tuin bevinden zich los van het kasteelgebouw twee vrijstaande torentjes voorzien van een ingesnoerde torenspits.

## Geschiedenis en bewoners
Het kasteel Scherpenberg en de voormalige burcht hingen af van het leenhof van Hamal. Doorheen de eeuwen was het kasteel in het bezit van verschillende adellijke families zoals de families de Scarpenbergh, Baest, Hoen, de Limelette, van Brecht, de Berlaymont, Bex, Mantels, van Spauwen, de Vaes, de Lenarts, Grisard en de Corswarem.
Tijdens de Tachtigjarige Oorlog was het kasteel in het bezit van ene Herman Vaes. Hij werd aangehouden door de Nederlanders op verdenking van het herbergen van Spaansgezinden in het kasteel Scherpenberg. Pas nadat aangetoond werd dat het kasteel geen versterkte burcht was waar Spaangezinden onderdak zouden kunnen vinden, werd Vaes vrijgelaten.